# Отпуск (телесериал)
«О́тпуск» — российский комедийный телесериал производства компании 1-2-3 Production. Премьера первого сезона состоялась 1 февраля 2021 года на телеканале «ТНТ».
Летом 2022 года начались съёмки второго сезона. Премьера второго сезона состоялась на канале ТНТ 31 октября 2022 года.

## Сюжет
1 сезон
Семья Беляевых из Северодвинска в одиннадцатый раз приезжает отдыхать в Геленджик, в гестхаус дяди Бори. Саша, старший сын Беляевых, хочет сделать предложение Люсе — дочери Бори, с которой он дружит с детства, но Саша ещё не знает, что у неё есть парень. Сашина мама Лариса, устав от выходок непутёвого мужа Севы, решает развестись с ним, но у Севы есть время до конца отпуска, чтобы сохранить брак.
В отличие от Беляевых, семья Бори только начала свои отношения. Боря — небогатый, но очень хитрый хозяин гестхауса — недавно начал отношения с красоткой Мадиной, но её всеми силами пытается вернуть бывший — богатейший человек города Таймураз.
2 сезон
Спустя год Сева и Лариса развелись. Теперь у неё есть новый мужчина — Анатолий. Вместе с ним и новой свекровью Галиной Михайловной они приезжают к дяде Боре. Филиппу поначалу не нравится его отчим. Саша хочет расстаться с Тоней, но та не собирается от него уходить.
В гостевом доме Бори появился только вышедший из тюрьмы брат Мадины — Марик.

## Актёрский состав

### Главные герои
- Демис Карибидис — Борис (Боря), хозяин гестхауса в Геленджике
- Павел Майков — Всеволод Беляев (Сева)
- Юлия Подозёрова — Лариса Беляева, жена Севы
- Роман Курцын — Анатолий (Толик), новый ухажёр Ларисы (2 сезон)
- Кузьма Сапрыкин — Александр Беляев (Саша), сын Севы и Ларисы, влюблён в Люсю
- Татьяна Догилева — Алла Владимировна, мама Ларисы, бабушка Саши и Филиппа
- Михаил Галустян — Малик, брат Мадины, освободившийся из тюрьмы (2 сезон)
- Катрин Асси — Мадина, возлюбленная Бори
- Валентина Карнаухова — Людмила (Люся), дочь Бори
- Арарат Кещян — Таймураз, олигарх, бывший Мадины
- Галина Петрова — Галина Михайловна, мама Толика (2 сезон)

### Второстепенные персонажи
- Святослав Королев — Дионис, парень Люси
- Радислав Куцов — Филипп Беляев (Фил), сын Севы и Ларисы
- Сергей Епишев — Леонид Соломкин, влюблён в Ларису (1 сезон)
- Александр Волохов — Тихон, казак, влюблён в Тоню
- Альбина Кабалина — Антонина (Тоня), лучшая подруга Люси, девушка Саши
- Максим Винокуров — Мелкий, друг Диониса
- Амир Гурбанов — Ходор, друг Диониса
- Антон Лапенко — казак (1 сезон)
- Александр Обласов — Еремей Сергеевич, казачий атаман, отец Тони

## Эпизоды
| Сезон | Сезон | Серии | Период трансляции           |
| ----- | ----- | ----- | --------------------------- |
|       | 1     | 20    | 1 февраля — 4 марта 2021    |
|       | 2     | 20    | 31 октября — 30 ноября 2022 |

### Первый сезон
| № серии | Описание | Дата премьерного показа |
| ------- | --- | ----------------------- |
| 1       | Саша узнал, что у Люси есть парень, и передумал делать ей предложение, но бабушка уже начала тайком действовать за него. Сева в очередной раз влипает в ситуацию и пытается загладить свою вину перед Ларисой, но делает только хуже. Боря делает Мадине дорогой подарок, но Мадина думает, что это подарок от Таймураза и это приводит к неожиданным последствиям.                                                                     | 1 февраля 2021          |
| 2       | Саша по-дружески пытается загладить вчерашнюю неловкость перед Люсей, но Дионис и его друзья понимают, что это не совсем правильно. Мадину приглашают принять участие в мероприятии, посвящённом открытию курортного сезона. Сева хочет показать Ларисе, что он может быть серьёзным и рассудительным человеком, но снова вляпывается в неприятности, пытаясь решить проблему Фила.                                                     | 1 февраля 2021          |
| 3       | Из-за неудачной инъекции ботокса у Бори защемило лицевой нерв и на его лице застыла идиотская улыбка, и произошло это в самый неподходящий день — сегодня он знакомится с кавказскими родственниками Мадины. Люся приглашает Сашу на концерт. Дионису это не нравится и он всеми силами старается избавиться от Саши. Выясняется, что Филипп провалил важный школьный тест, что становится поводом для конфликта между Севой и Ларисой. | 2 февраля 2021          |
| 4       | Боря старается понравиться племянникам Мадины, но неожиданно появляется Таймураз и выясняется, что дети любят его больше. Аллу Владимировну на рынке обокрала цыганка. Сева вызывается помочь, стараясь наладить с ней отношения, чтобы в конфликте с Ларисой она была на его стороне. Во время пробежки по пляжу Саша спасает тонущего мальчика, но, к его удивлению, этот поступок вызывает недовольство Диониса.                     | 3 февраля 2021          |
| 5       | Боря решает устроить романтический вечер для Мадины в дорогом шалле, пока Беляевы отправляются на уик-энд в Абхазию. Люся приглашает Сашу на вечеринку к своей лучшей подруге Тоне. | 4 февраля 2021          |
| 6       | После вчерашней вечеринки Саша просыпается в постели у Тони и теперь, как честный человек, вынужден пойти с ней на свидание, которое превращается в детектив с настоящей погоней. Таймураз отправляет Мадине дорогое платье, но курьера встречает Боря. Он решает вернуть Таймуразу платье и сделать так, чтобы Таймураз навсегда забыл про Мадину. Сева и Лариса договариваются вечером пойти на сеанс к семейному психологу.          | 8 февраля 2021          |
| 7       | Саша устраивается на работу спасателем, где его коллегами становятся Дионис и его друзья — Ходор и Мелкий. Сева решает приютить в гестхаусе сомнительную музыкальную группу, которая раздражает весь дом и берётся за организацию их концерта. | 9 февраля 2021          |
| 8       | Боря стесняется сказать Мадине, что она не справляется с уборкой в доме, поэтому он нанимает домработницу и выдаёт её за свою сестру, которой нужна работа. Сева и Лариса находят книгу клиентов, которую в тайне от всех ведёт Боря и из неё они узнают шокирующую информацию о своей бабушке. Тоня пытается выяснить, что Саша к ней чувствует.                                                                                       | 10 февраля 2021         |
| 9       | У Саши и Тони намечается первый секс, но именно сегодня Саше нужно сидеть с Филом. Да ещё и влюблённый в Тоню казак Тихон узнаёт, что у него появился соперник. Сева узнаёт, что Лариса в тайне от него собралась на экскурсию по «романтическим местам Геленджика», и решает, что без него эта экскурсия будет неполноценной. | 11 февраля 2021         |
| 10      | Мадина хочет поехать на Кипр, чтобы принять участие в откровенной фотосессии. Для неё это возможность оживить карьеру модели, но преградой на её пути становится Боря и его ревность. Лариса узнает, что Филипп считает свою маму скучной, и решает это исправить. Саша прикрывает Мелкого и попадает в ситуацию, из-за которой Тоня подозревает его в измене.                                                                          | 15 февраля 2021         |
| 11      | Боря узнаёт, что фотосессию, на которую улетела Мадина, организовал Таймураз и на эмоциях отдаёт все Мадинины вещи в местный дом престарелых. Тоня узнаёт, что Саша делал Люсе предложение, и решает раз и навсегда устранить конкурентку. | 16 февраля 2021         |
| 12      | Выясняется, что у Ларисы есть секрет, который делает их отношения с Севой не такими однозначными. Сева пытается понравиться начальнику Ларисы, чтобы она получила повышение, но, как обычно, делает только хуже. Боря знакомится с мамой Мадины, которая оказывается фанаткой Таймураза. Чтобы понравиться ей, Боря выдаёт себя за бизнесмена.                                                                                          | 17 февраля 2021         |
| 13      | В Геленджик с концертом приезжает группа «Марсу нужны любовники». Когда-то из этой группы выгнали Севу (несмотря на то, что он сам её организовал), поэтому вся семья всячески пытается предостеречь Севу от расправы над бывшими партнёрами. Люся должна выступать на разогреве у «Марсов», но по дороге на концерт происходит непредвиденное.                                                                                         | 18 февраля 2021         |
| 14      | Саша знакомится с отцом Тони, который требует, чтобы Саша с ней расстался. Сева пропал, его нет уже целые сутки. Лариса и Боря отправляются на его поиски. | 24 февраля 2021         |
| 15      | Боря ведёт Севу в ночной клуб, чтобы отвлечь его от мыслей о Ларисе и к своему удивлению, в этом же клубе они встречают Мадину и Ларису. Параллельно, Тоня изо всех сил старается понравиться Сашиной бабушке. | 25 февраля 2021         |
| 16      | Отец Тони приходит знакомиться с семьёй Саши в самый неподходящий момент. Боря пытается вернуть бочку с вином, которую у него конфисковала полиция. | 1 марта 2021            |
| 17      | Лариса отправляется на пикник со своим новым мужчиной и его друзьями, но то, что произошло в ночь перед пикником, ставит её новые отношения под вопрос. Дионис и Люся устраивают романтическое свидание в лесу, но вся романтика улетучивается, когда к ним приезжают Ходор и Мелкий. | 2 марта 2021            |
| 18      | Сева и Лариса в тайне от всех переживают вторую молодость на чердаке. Мадина решила приютить бездомных собак, а Дионис пытается вернуть Люсю. | 3 марта 2021            |
| 19      | Лето заканчивается и Беляевы собираются уезжать домой в Северодвинск. Боря переживает расставание с Мадиной и, виня в своих бедах Таймураза, решает отомстить ему, выкрав его любимого жеребца. Люся понимает, что запуталась в своих чувствах к Саше. | 4 марта 2021            |
| 20      | Фильм о фильме. | 4 марта 2021            |

### Второй сезон
| № серии | Описание | Дата премьерного показа |
| ------- | --- | ----------------------- |
| 1 (21)  | Лариса приезжает на отдых с новым мужчиной и его мамой Галиной Михайловной, но в их отпуск вмешивается Сева. Саша расстался с Тоней, хотя Тоня с ним расставаться не собирается. А в гостевом доме Бори появляется Марик — брат Мадины, который только вышел из тюрьмы.                                                                                 | 31 октября 2022         |
| 2 (22)  | Люся соглашается работать вместе с Дионисом аниматором в дорогом отеле. Сева просит Ларису отпустить Филиппа покататься на яхте. Лариса соглашается, но при условии, что Толик поедет с ними. | 31 октября 2022         |
| 3 (23)  | Тоня обманом завлекает Сашу в больницу, чтобы познакомить со своей бабушкой. Толик и Сева решают научить Филиппа драться, но каждый своими методами. Ходор неудачно подшучивает над отдыхающим, приняв его за Мелкого. | 1 ноября 2022           |
| 4 (24)  | Сева везет всех северян в Абхазию. Перед границей выясняется, что вместе с ними едет контрабандная икра. Мадина просит Борю съездить с Мариком в полицию, чтобы отметиться, но сам Марик категорически против такой поездки. | 2 ноября 2022           |
| 5 (25)  | Лариса устала от активного отдыха Толика, но, чтобы не отпускать его одного с молодой инструкторшей, соглашается на пробежку. К Боре приезжает телевидение, чтобы снять сюжет про его мини-отель. | 3 ноября 2022           |
| 6 (26)  | На Севиной яхте Филипп знакомится со стриптизёршей Алисой. Алиса учит его целоваться. Филипп в неё влюбляется. На рынке Толик задерживает продавца Артура за нелегальную продажу вина и отводит в полицию. Выясняется, что у Артура и Галины Михайловны роман. Толик идёт в полицию и просит отпустить Артура.                                          | 7 ноября 2022           |
| 7 (27)  | Боря выясняет, что Толик написал негативный отзыв на Борин гестхаус. Боря пытается убедить Толика, что у него лучший дом в Геленджике. Мадине понравилось свадебное платье, но его успевает купить другая девушка. Мадина решает проследить за этой девушкой и выкрасть платье. Тихон попадает в яму, просит Сашу помочь. Оказывается, что это ловушка. | 8 ноября 2022           |
| 8 (28)  | Влюбленный Филипп узнает, что Сева встречается с Алисой. Филипп обижается и запирается в каюте. Люся ставит детский спектакль в отеле. Просит Сашу и Тоню помочь поучаствовать. Боря предлагает Марику продавать жареную курицу на пляже. Марику эта идея не очень нравится.                                                                            | 9 ноября 2022           |
| 9 (29)  | Сева узнает, что Алисе не заплатили за выездной стриптиз, просит Борю съездить вместе с ним и разобраться. По дороге Сева рассказывает Боре почему развелся с Ларисой. Мадина и Галина Михайловна встречаются с ведущим на свадьбу. Он оказывается очень картавым. Мадина не знает, как ему отказать.                                                   | 10 ноября 2022          |
| 10 (30) | Атаман просит Сашу сесть в машину и куда-то везет. Саша думает, что Атаман хочет с ним расправиться. Боря хочет купить Мадине машину, но она слишком дорогая. Марик рассказывает, что закопал на участке родственников дорогие часы. Боря едет к родственникам Мадины, чтобы откопать часы.                                                             | 14 ноября 2022          |
| 11 (31) | Боря узнает, что в дату его свадьбы Таймураз выкупил ЗАГС на целый день, конфронтации продолжаются. Саша с Люсей пытаются провести время вдвоем, но Тоня, даже находясь в монастыре, не оставляет их ни на секунду. Несовершеннолетний Филипп окунается в мир местного стриптиз-клуба.                                                                  | 15 ноября 2022          |
| 12 (32) | На работе Люсе шейх дарит букет, чем запускает спецоперацию Мелкого и Ходора. Некогда сидевший Марик случайно попадает на праздник МВД и меняет свое мировоззрение. Боря теряет гостей на свадьбу одного за другим и неожиданно начинает понимать, кто хочет помешать его идеальной свадьбе.                                                            | 16 ноября 2022          |
| 13 (33) | В отеле, где работают Мелкий и Ходор останавливается Витя АК. Парни обещают устроить ему мега отдых, но для этого им придется подставить Люсю. Боря и Мадина решают помочь Филиппу и неожиданно становятся его родителями. Северянам портят отдых новые соседи, в ответ они решают испортить отдых им самим.                                            | 17 ноября 2022          |
| 14 (34) | Боря и Мадина наконец-то останавливаются в выборе ресторана на свадьбу, но узнают, что у Таймураза есть на него планы в этот же день. Саша, подменяя Борю, пытается вести его бизнес, чем отталкивает потенциальных клиентов. Дионис решает привлечь к себе внимание Люси жалостью, чем сильно подрывает свое здоровье.                                 | 21 ноября 2022          |
| 15 (35) | Саша с Люсей разнообразят личную жизнь ролевой игрой, в ходе которой Саша почти оказывается за решеткой. Марик, Ходор и Мелкий пытаются заставить артиста выступать на Бориной свадьбе не совсем законным способом. Сева дарит сыну скутер, Лариса же хочет этот скутер угнать, ради его же блага.                                                      | 22 ноября 2022          |
| 16 (36) | Боря, готовясь к свадьбе, узнает, что его соседом по мероприятию станет Таймураз, и решает сломать все его планы. Лариса хочет вернуть Филиппа домой и попадает на один из самых злачных фестивалей Геленджика. | 23 ноября 2022          |
| 17 (37) | Лариса с Толиком собираются на долгожданный концерт, но их планы срывает Сева, который снова вляпался в неприятности. Саша с Люсей приезжают к Тоне признаться, что они вместе, в результате чего они оказываются ввязаны в ее план побега из монастыря.                                                                                                | 24 ноября 2022          |
| 18 (38) | Боря разыскивает Мадину, которая отпраздновала девичник и проснулась у Таймураза. Сева купил бар и закатывает вечеринку в честь открытия, в чем ему активно помогает бывшая жена. | 28 ноября 2022          |
| 19 (39) | Боря просит Марика внести деньги за ресторан, но Марик придумывает идею получше — без спроса купить боевого петуха и заработать на этом. Витя АК предлагает Люсе лететь в Эмираты, Саша предлагает Люсе жизнь в Северодвинске. Что окажется заманчивее?                                                                                                 | 29 ноября 2022          |
| 20 (40) | Боря и Мадина играют свадьбу. Во время торжества появляются Таймураз с невестой на вертолете и оказывается, что ресторан забронирован для них, а не для Бориса. Люся улетает в Эмираты и прощается с Сашей. Спустя полгода Лариса и Толик расписываются в ЗАГСЕ, но бракосочетание прерывает Сева с букетом цветов.                                     | 30 ноября 2022          |

## Производство сериала
Для сценаристов проекта Дмитрия Невзорова и Павла Кривеца телесериал «Отпуск» стал третьим совместным проектом после телесериалов «Остров» и «Зайцев+1».
Периодически на съёмочную площадку попадали туристы. Из-за закрытия границ отдыхающих летом 2020 года на российских курортах было так много, что массовка для съёмок порой была естественной, а не подготовленной.